# Marià Jornet i Perales
Marià Jornet i Perales (Bèlgida, Vall d'Albaida, 1869 - 1953) fou un militar i arqueòleg valencià.
Va ingressar a l'Acadèmia General Militar de Toledo el 1892, sent destinat a Cuba, on romangué fins al 1898 i arribà al rang de tinent. El 1919 va ser nomenat tinent coronel i el 1931 es retirà del servei actiu. Va publicar diversos estudis d'arqueologia i unes memòries de la seua estada al Carib, sent Bélgida y su término municipal la seua obra escrita més important (1932). Durant 25 anys va ser col·laborador del Museu de Prehistòria de València, que va ser creat a partir de col·leccions com la seua.